# シミトリ
シミトリ（Simitli (ブルガリア語: Симитли [simitˈli])）は、ブルガリア南西部の町、およびそれを中心とした基礎自治体。ブラゴエヴグラト州に属する。
シミトリの町はソフィアとテッサロニキを結ぶ幹線道路E-79から分岐してバンスコ、ピリン山脈へと至る道の分岐点に位置している。特筆すべき地理的特徴として、コマティンスキ（Komatinski）の崖があり、ブレストヴォ、スシツァ、そしてストルマ川のクレスナ渓谷へと至っている。また、サノコスはピリン山脈のふもとの丘陵地帯に位置している。
シミトリは幹線道路E-79に沿った場所に位置し、ソフィアからギリシャ国境、テッサロニキへと結ばれている。E-79からバンスコ、そしてピリン山脈地方へ向かう分岐点に位置している。またシミトリは、ソフィアからギリシャへと結ぶブルガリア鉄道の通過点である。
領域の一部はピリン国立公園に含まれている。ピリン国立公園はユネスコの世界遺産にも登録されている国立公園である。

## 町村
シミトリ基礎自治体（Община Симитли）には、その中心であるシミトリをはじめ、以下の町村（集落）が存在している。
- Брежани（Brezhani）
- Брестово（Brestovo）
- Горно Осеново（Gorno Osenovo）
- Градево（Gradevo）
- Докатичево（Dokatichevo）
- Долно Осеново （Dolno Osenovo）
- Железница（Zheleznitsa）
- Крупник（Krupnik）
- Мечкул（Mechkul）

- Полена（Polena）
- Полето（Poleto）
- Ракитна（Rakinta）
- Сенокос（Senokos）
- Симитли（Simitli）
- Сухострел （Suhostrel）
- Сушица（Sushitsa）
- Тросково（Troskovo）
- Черниче（Cherniche）